# Несокрушимый Арчи
«Несокрушимый Арчи» (Indiscretions of Archie) – роман П. Г. Вудхауса, опубликованный 14 февраля 1921 года лондонским издательством Herbert Jenkins, и 15 июля 1921 года – издательством George H. Doran в Нью-Йорке.
Роман являет собой адаптированный (и связанный лишь самой общей сюжетной линией) сборник рассказов, публиковавшихся в журналах Cosmopolitan (США) и Strand (Англия). Их главный герой, незадачливый англичанин Арчи Моффам находится в состоянии разрастающегося конфликта со своим раздражительным и требовательным тестем-миллионером Даниэлем Брюстером. При этом каждая оплошность главного героя чудесным образом оборачивается выигрышным ходом: так постепенно, при поддержке очаровательной жены Люсиль, некомпетентный, но фантастически удачливый Арчи из серии катастроф выстраивает карьеру менеджера отеля.
В СССР в переводе Е. Толкачева (1928 год) публиковался рассказ «Приключения натурщика» («Strange Experience of an Artist's Model»), первоначально напечатанный в «Стрэнде» (январь 1921 года) и затем «вписанный» в роман в виде глав: «Strange Experiences of an Artist's Model» и «The Bomb».
В переводе И.Гуровой роман «Indiscretions of Archie» был опубликован в России под заголовком «Несокрушимый Арчи» (2004).

## Персонажи
- Арчи (Арчибальд Трейси Моффам) – молодой англичанин без определенного рода занятий. Женится на Люсиль, дочери миллионера.
- Даниэл Брюстер – отец Люсиль, владелец отеля Cosmopolis в Нью-Йорке и собиратель живописи. С самого начала испытывает к зятю лютую ненависть, но постепенно вынужден с его выходками смириться.
- Люсиль Брюстер Моффам – миниатюрная брюнетка, свято верящая в то, что её придурковатый Арчи – интеллектуал.
- Профессор Бинстед – друг Брюстера, специалист по искусству. Это с ним торгуется на аукционе Арчи, чтобы приобрести необходимую для комплекта статуэтку.
- Херберт Паркер – уволенный Брюстером Лакей, который хитроумной интригой (связанной с похищением и возвращением статуэтки) вынуждает бывшего хозяина щедро расплатиться за увольнение.
- Джеймс Б. Уилер – молодой иллюстратор, к которому в качестве натурщика устраивается Арчи.
- Реджи Ван Туйль – богатый приятель Арчи: влюбляется в красноволосую Мэбель Винчестер после того, как в ней разочаровывается Билл Брюстер.
- Роско Шериф — приятель Арчи, пресс-агент, который уговаривает того припрятать в отеле змею, исключительно в рекламных целях.
- Мадам Брудовска – трагедийная актриса, которая очень дорожит своим гадом по имени Питер.
- Питер – наредкость добродушная змея, которую Арчи в конечном итоге подпускает в комнату мистера Брюстера.
- Сквиффи (Лорд Сиклифф) – школьный приятель Арчи, злоупотребляющий алкоголем.
- Билл Брюстер – брат Люсиль, в прошлом студент Йельского университета: влюбляется в крайне безвкусную Мабель Винчестер.
- Сальваторе – официант в отеле, с которым Арчи заводит дружбу; впоследствии пытается навредить строительству нового отеля – отказываясь продать дом, располагающийся на месте будущего строительства.
- Вера Сильвертон – актриса-красавица из шоу Бенхама
- Джордж Бенхам – драматург, друг Арчи
- Мэбель Винчестер – английская хористка, обрученная сначала с Биллом, потом с Реджи.
- Джон Смит – «Парень с сосиской»: спас Арчи от голодной смерти на фронтах Первой мировой, но потом утратил память. Впоследствии частями обрел её вновь – благодаря усилиям Арчи, устроившего его в отель официантом.
- Блейк – англичанин, владелец табачной лавки на 6-й Авеню
- Миссис Кора Бэйтс Белл – женщина, разработавшая теорию рационального питания. Держит своих мужа и сына на полуголодном пайке
- Линдей Макколл - муж Коры, запуганный супругой.
- Линдсей Вашингтон Макколл – рыжеволосый 16-летний сын Коры, побеждающий в конкурсе пожирателей мясных пирожков.
- Уилсон Хаймак – композитор, сочинивший шлягер "Mother's Knee"
- Спектация Хаскиссон – певица, в которую влюблен Билл.
- Макс Блюменталь – музыкальный издатель
- Алоизий Конолли – друг Брюстера, политика которого вызывает забастовки трудящихся.
- Эллис Уигмор – невеста Джеймса Уиллера, автор «Венеры», которую приобретает Арчи, чтобы подарить на день рождения – сначала Люсиль, потом мистеру Брюстеру.[1]